# Iryanthera dialyandra
Iryanthera dialyandra är en tvåhjärtbladig växtart som beskrevs av Adolpho Ducke. Iryanthera dialyandra ingår i släktet Iryanthera och familjen Myristicaceae. Inga underarter finns listade i Catalogue of Life.